# 蒙特蘇馬湖 (亞利桑那州)
蒙特蘇馬湖（英語：Lake Montezuma）是位於美國亞利桑那州亞瓦派縣的一個人口普查指定地區。根據2010年美國人口普查，該地人口為3344人，而該地的面積約為31.05平方千米。

## 地理
蒙特蘇馬湖的座標為34°38′25″N 111°47′00″W / 34.64028°N 111.78333°W，而該地最高點為海拔高度1055米（即3460英尺）。